# Tupãzinho (personagem)
Tupãzinho, o Guri Atômico é um personagem de quadrinhos criado por Minami Keizi em 1963.Tupãzinho é um dos primeiros personagens brasileiros inspirados nos mangás japoneses e foi o símbolo da editora EDREL.

## Histórico
Tupãzinho foi apresentado por Minami Keizi pela primeira vez em 1963, para a  Editora Pan Juvenil de Salvador Bentivegna e Jinki Yamamoto. Inicialmente, Tupãzinho seria desenhado no estilo mangá, inspirado no robô Astro Boy, de Osamu Tezuka. Porém, Wilson Fernandes o incentivou a reformular o personagem por pensar que o estilo mangá não seria popular no Brasil. Minami Keizi resolveu se inspirar no estilo desenvolvido por Warren Kremer para os personagens Gasparzinho, Riquinho e Brasinha da Harvey Comics.
Inicialmente, o personagem foi publicado como As Aventuras de Tupãzinho, uma tira diária para o Diário Popular em 1965. Em 1966, devido a popularidade do personagem, ganhou revista mensal própria pela Editora Pan Juvenil, o Tupãzinho, o Guri Atômico. No mesmo ano, Keizi publica o Álbum Encantado, pela Bentivegna Editora, com adaptações de fábulas infantis escritas pelo próprio Keizi.  O que diferencia essa publicação é que Keizi orientou os desenhistas Fabiano Dias, José Carlos Crispim, Luís Sátiro e Antonio Duarte a seguirem o estilo mangá; logo em seguida Bentivegna e Yamamoto convidam Keizi para ser sócio na EDREL (Editora de Revistas e Livro); Eventualmente, o personagem teve histórias publicadas pela EDREL, e virou o símbolo da editora.
Segundo Minami, Tupãzinho foi adaptado em slides publicados pela Colorlab: Tupãzinho, o guri atômico e Tupãzinho na Floresta Mágica, tendo até mesmo discos coloridos e foi exibido pela TV Paulista.
Logo em seguida, um outro artista descendente de japoneses se tornou colaborador da editora, Claudio Seto, que também trazia influências de mangá, pela EDREL, Seto publicou os personagens Flavo (também inspirado em Astro Boy), Ninja, o Samurai Mágico, Maria Erótica e O Samurai.
Em 1972, após sair da sociedade da EDREL, Keizi fundou com Carlos da Cunha, a Minami & Cunha Editores (M & C Editores), porém, nunca mais publicou quadrinhos do personagem.
Em 2017, a Editora Criativo de Carlos Mann resgatou o personagem em O Álbum Encantado: Mangá.

## Biografia
Tupãzinho era um garoto órfão criado pelo avô, após a morte do avó, ficou morando sozinho, até que um alienígena lhe de um soro que lhe concedeu poderes como voo e superforça.